# هابيل هنتنغتون
هابيل هنتنغتون (بالإنجليزية: Abel Huntington)‏ (و. 1777 – 1858 م) هو سياسي من الولايات المتحدة الأمريكية ولد في نورويتش.